# Genaro Rodríguez
Genaro Rodríguez Pineda (né le 10 décembre 1990 au Chiapas) est un athlète mexicain, spécialiste du 110 mètres haies.
Il détient le record national en 13 s 64 obtenu le 31 mars 2018 à Mexico.